# Junta Superior de Real Hacienda de Nueva España
La Junta Superior de Real Hacienda fue un tribunal colegiado encargado de la administración de la Hacienda novohispana. Fue creada con la Real Ordenanza para el establecimiento e instrucción de intendentes de ejército y provincia en el reino de la Nueva España en 1786.
La Junta comenzó a operar en diciembre de 1786 y se mantuvo operando de manera ininterrumpida hasta la proclamación de la Independencia de México en 1821. Como máximo organismo de la Real Hacienda, se encargó de tratar temas de recaudación fiscal y resolver disputas entre las diversas autoridades del virreinato.
Entre los presidentes más importantes que tuvo destacan los virreyes segundo conde de Revillagigedo, el marqués de Branciforte y Félix María Calleja.

## Origen y antecedentes
José de Gálvez es considerado el impulsor de una serie de reformas que culminaron en la implementación de la Ordenanza de Intendentes de 1786 que, entre muchos cambios, estableció la Junta Superior de Real Hacienda.

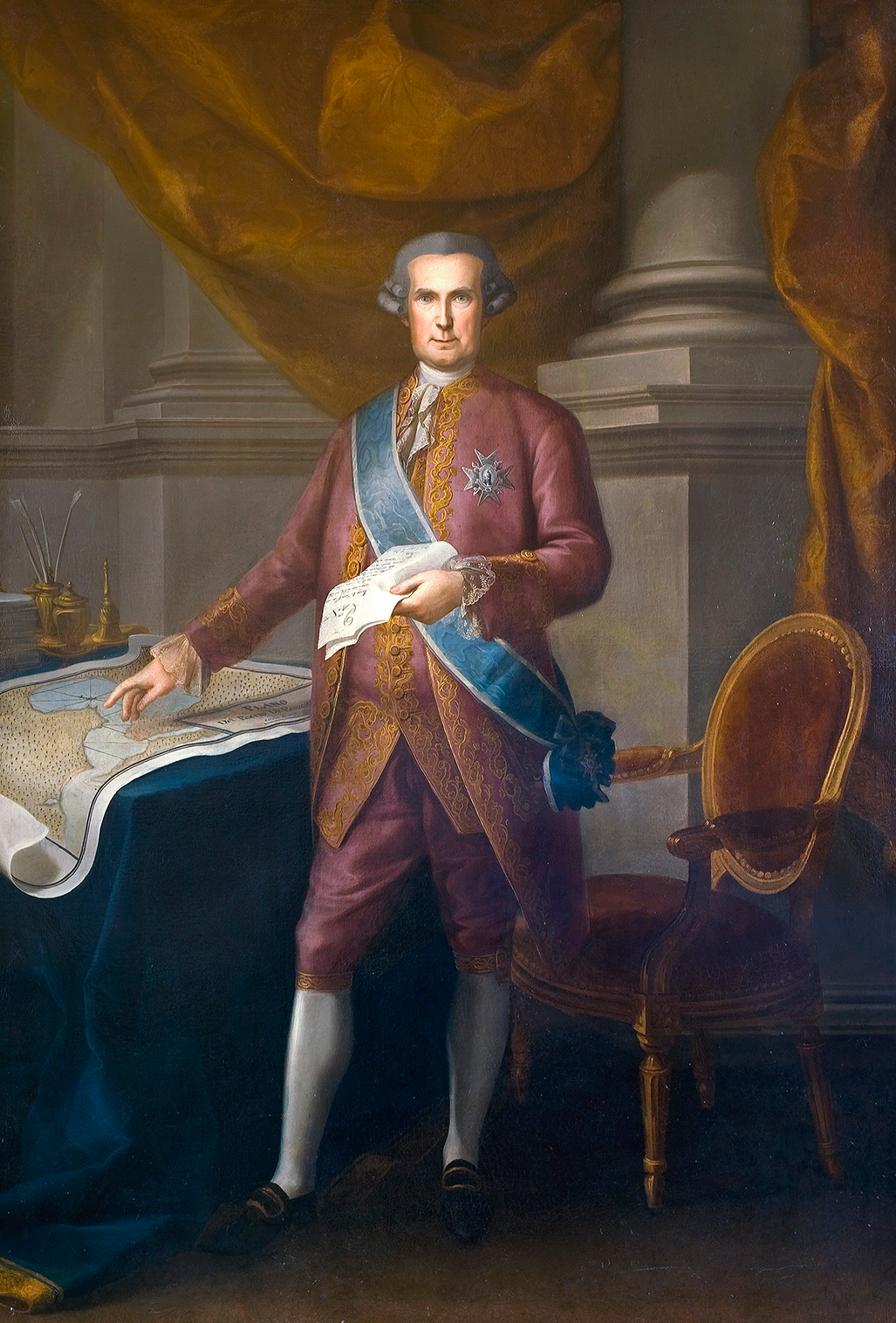
José de Gálvez, visitador en Nueva España en 1765

En 1765 Gálvez fue nombrado visitador para el virreinato de Nueva España. Entre las tareas que realizó destacan:
- El juicio al que llevó al virrey Monserrat por excesos y mal gobierno.
- La creación del estanco de tabaco.
- La reforma al sistema de aduanas de Veracruz y Acapulco.
- El establecimiento de contadurías municipales de Hacienda.
- La propuesta de un plan de intendencias para una mejor administración del territorio de Nueva España.
- La reorganización del ejército novohispano.

Todo ello fue plasmado en su informe final dirigido al virrey Marqués de Croix en 1767.
La idea de implementar intendencias se derivó del primer intento en la península ibérica a principios del siglo XVIII. La propuesta de Gálvez era tener un mejor control del territorio a partir de esa nueva división política. Sin embargo, ante el ascenso del virrey Bucareli el plan para establecer las intendencias fue detenido.
A su vuelta a España, José de Gálvez ocupó importantes puestos dentro de la burocracia y en 1774 fue nombrado gobernador del Consejo de Indias. Desde la Secretaría de Indias implementó, de manera paulatina, algunas de las medidas que había expresado en su informe de 1767. De esta forma, Gálvez consiguió que la implementación de Intendencias se realizarA en los dominios americanos a través de diversas ordenanzas para el establecimiento de Intendentes:
- En 1778 en el virreinato de Río de la Plata
- En 1784 en el virreinato del Perú
- En 1786 en el virreinato de Nueva España

## La Ordenanza de Intendentes en Nueva España

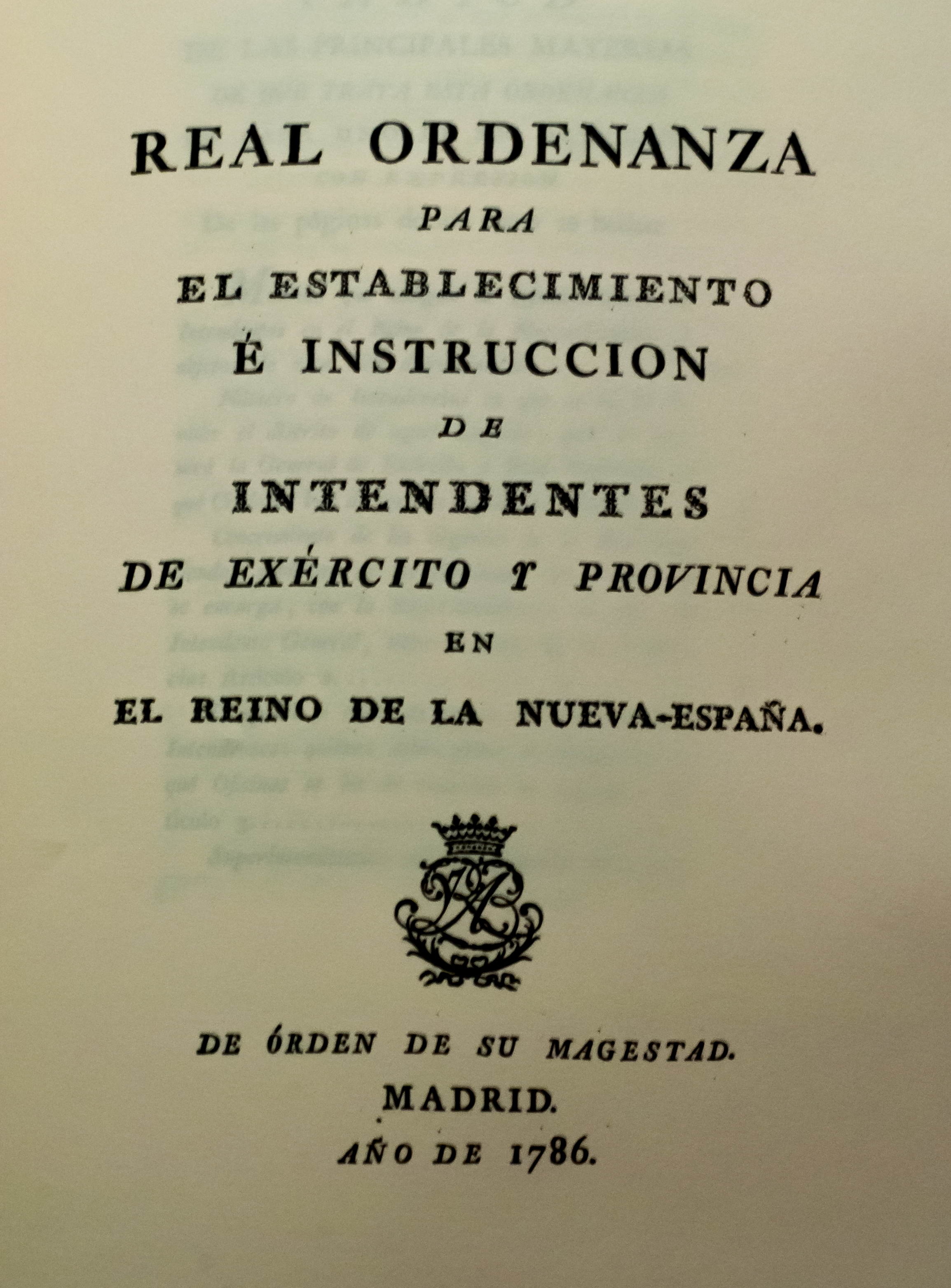
Portada de la Ordenanza de Intendentes de Nueva España, 1786

En 1786, a raíz del proyecto de Gálvez, se emitió la Real Ordenanza para el establecimiento e instrucción de intendentes de ejército y provincia en el reino de la Nueva España. La ordenanza tocaba distintos rubros de la administración virreinal, desde lo político y económico hasta lo geográfico con la implementación del sistema de Intendencias.
Entre los asuntos más importantes que atendía está la creación de una superintendencia subdelegada de Real Hacienda, de manera separada a la figura del virrey. Es decir, con esta ordenanza se separó al virrey de sus competencias de Real Hacienda, dejándolas a cargo de un superintendente. A ello se sumó la creación de la Junta Superior  de Real Hacienda, encargada de unificar la administración de la Hacienda, servir como el máximo tribunal con poder de decisión en materias fiscales y cuyas decisiones solamente se podían apelar ante el rey.
Debido al caos que provocó que el virrey fuera separado de los asuntos fiscales, en octubre de 1787 el cargo de superintendente subdelegado de Real Hacienda es agregado al virrey.

## La Junta Superior de Real Hacienda

### Miembros
A partir de la Ordenanza de Intendentes se estableció que la Junta Superior debía componerse por los siguientes miembros:
- Presidente: Superintendente subdelegado de Real Hacienda (hasta octubre de 1787, después de esa fecha el virrey asumió la presidencia)
- Regente de la Audiencia de México
- Fiscal de Real Hacienda de la Audiencia de México
- Ministro más antiguo del Tribunal de Cuentas de la Audiencia de México
- Ministro más antiguo contador o tesorero general de Ejército y Real Hacienda

Sentados en una mesa circular, en el orden señalado, empezando a la derecha del Presidente de la Junta. Todos los miembros con voz y voto en los expedientes que revisaba
Además de los miembros anteriores, la Junta debía tener a un escribano de la Secretaría de Cámara del virreinato que firmara y diera fe de todas las resoluciones que tomaba.

### Competencias de la Junta Superior de Real Hacienda
La Junta estaba encargada de revisar todos los asuntos relativos a la Hacienda novohispana, funcionar como un tribunal con poder de decisión por encima de todos los demás existentes en el virreinato.
Para que sus decisiones pudieran imponerse tenía comunicación secreta con el rey “por vía reservada” y únicamente ante éste se podían apelar las sentencias que emitiera la Junta.
Entre las materias que atendía estaban la revisión de las rentas reales: pulques, estanco de tabaco, alcabalas, tributos de indios, media anata, entre otros. También podía revisar pleitos entre particulares, siempre y cuando tuviera impacto en la Real Hacienda.

### Funcionamiento
Hasta el momento no resulta muy clara la manera en que operó la Junta.
Se supone que los miembros, sentados en una mesa circular, revisaban y discutían todos los expedientes que llegaban hasta ellos. Después de la discusión se proponía una solución y todos los miembros votaban, no importaba el papel que desempeñaba cada miembro en la administración ya que las propuestas con mayoría de votos eran las que se aprobaban.

## Presidentes destacados de la Junta Superior de Real Hacienda
A lo largo de los 35 años que la Junta Superior se mantuvo operando tuvo distintos presidentes, el primero fue el superintendente subdelegado José Mangino. Ante el inminente fracaso de separar al virrey de la administración de la Real Hacienda el cargo de superintendente se suma al de virrey a partir de 1787. Una de las consecuencias de volver al virrey superintendente subdelegado de Real Hacienda fue que pasó a ocupar la presidencia de la Junta Superior.
- Juan Vicente de Güemes (segundo conde de Revillagigedo) (1789-1794)  Preocupado por la reconfiguración urbana de la Ciudad de México consiguió utilizar los recursos de la Real Hacienda de manera provechosa para financiar sus proyectos. En conjunto con la Junta Superior se encargó de mejorar la situación de las Intendencias y aumentar los ramos que producían ingresos tales como el cultivo de algodón, cáñamo, seda y lino.
- Miguel de la Grúa Talamanca (Marqués de Branciforte) (1794-1798) A lo largo de su gobierno se encargó de aumentar los ingresos de la Real Hacienda. Entró en pláticas diplomáticas con EE. UU. para delimitar las fronteras con ese país y en conjunto con la Junta Superior lograron establecer un primer acuerdo. Impulsó una mayor profesionalización en los regimientos militares del virreinato y gracias a su intervención en la Junta Superior logró desviar recursos para ese objetivo.

- Félix María Calleja (1814-1816) Fue un experimentado militar de campo que combatió a los insurgentes desde el levantamiento de Miguel Hidalgo. Tras sus importantes éxitos militares es nombrado Jefe Político Superior (cargo similar al de virrey aunque determinado por la Constitución de Cádiz de 1812). Trabajando como presidente de la Junta Superior consiguió aumentar la recaudación para combatir la insurgencia en el virreinato. Convocó a diversos grupos novohispanos para solicitar préstamos extraordinarios y reforzar al ejército realista.   Por sus conocimientos militares y gran asesoría fiscal consiguió impulsar una maquinaría de guerra lo suficientemente sólida para desarticular al ejército insurgente y apaciguar la situación en Nueva España.

Destacados presidentes de la Junta Superior de Real Hacienda
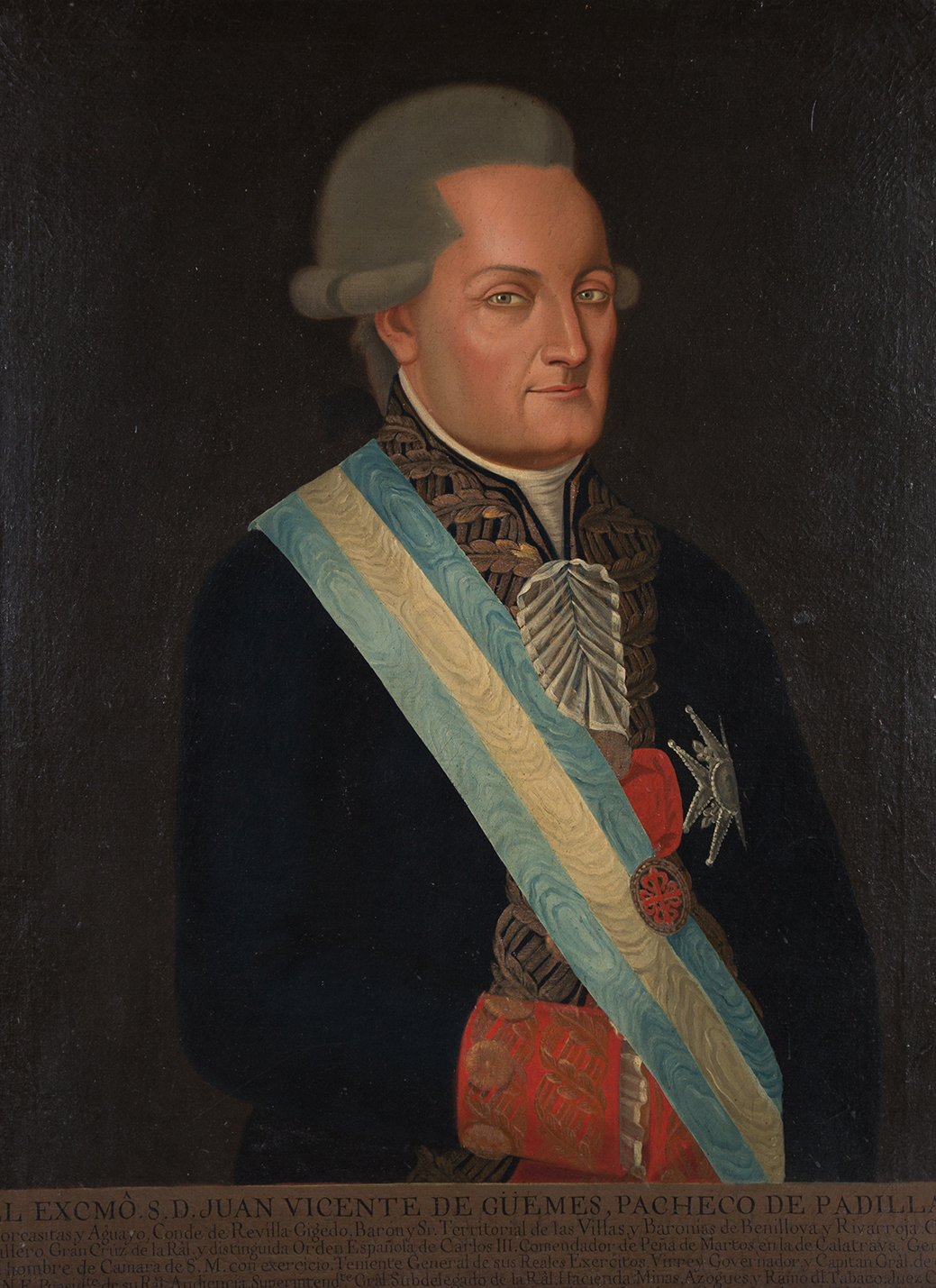
Juan Vicente de Güemes, 2.º conde de Revillagigedo. Virrey de Nueva España (1789-1794)
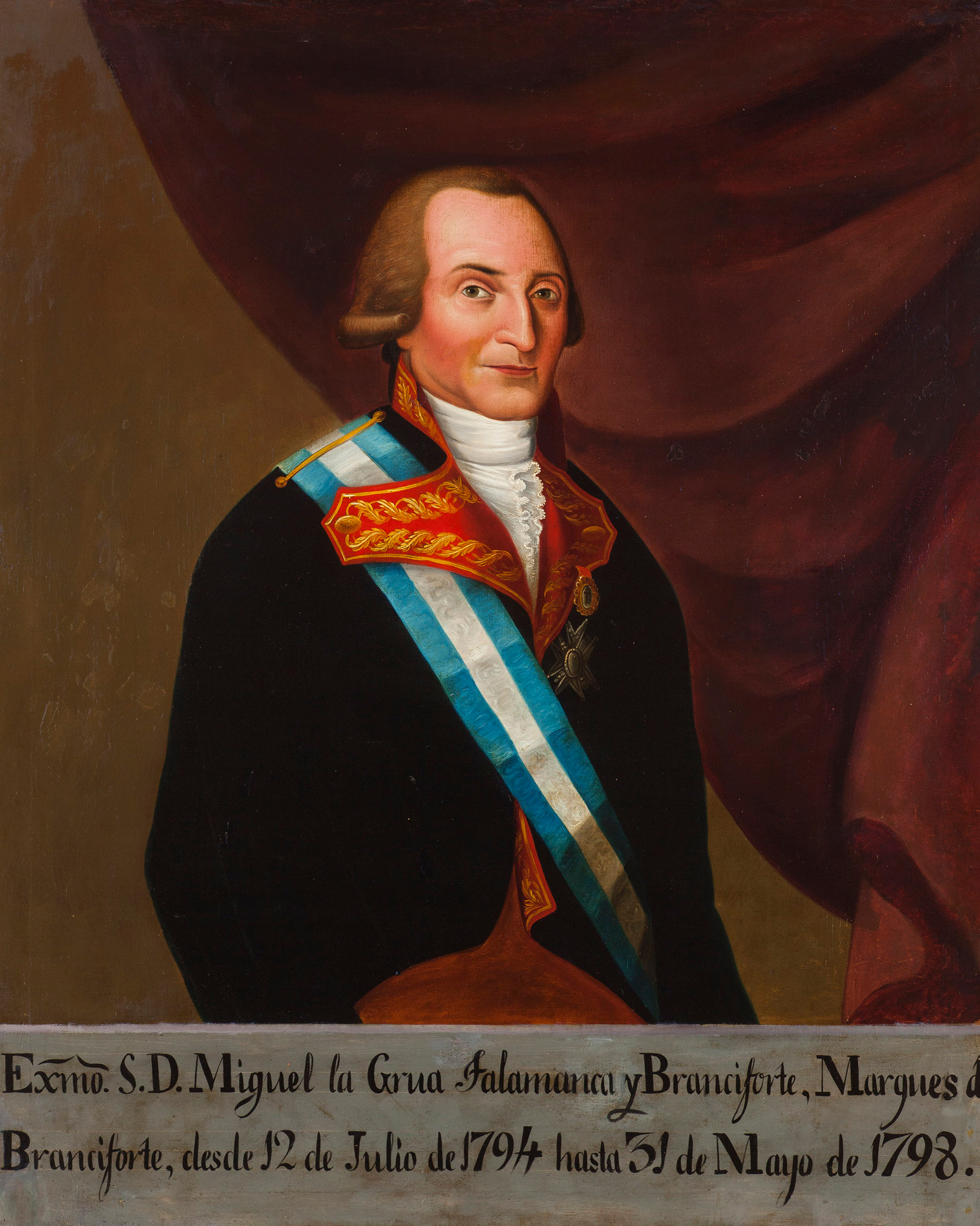
Miguel de la Grúa Talamanca, marqués de Branciforte, virrey de Nueva España (1794-1798)
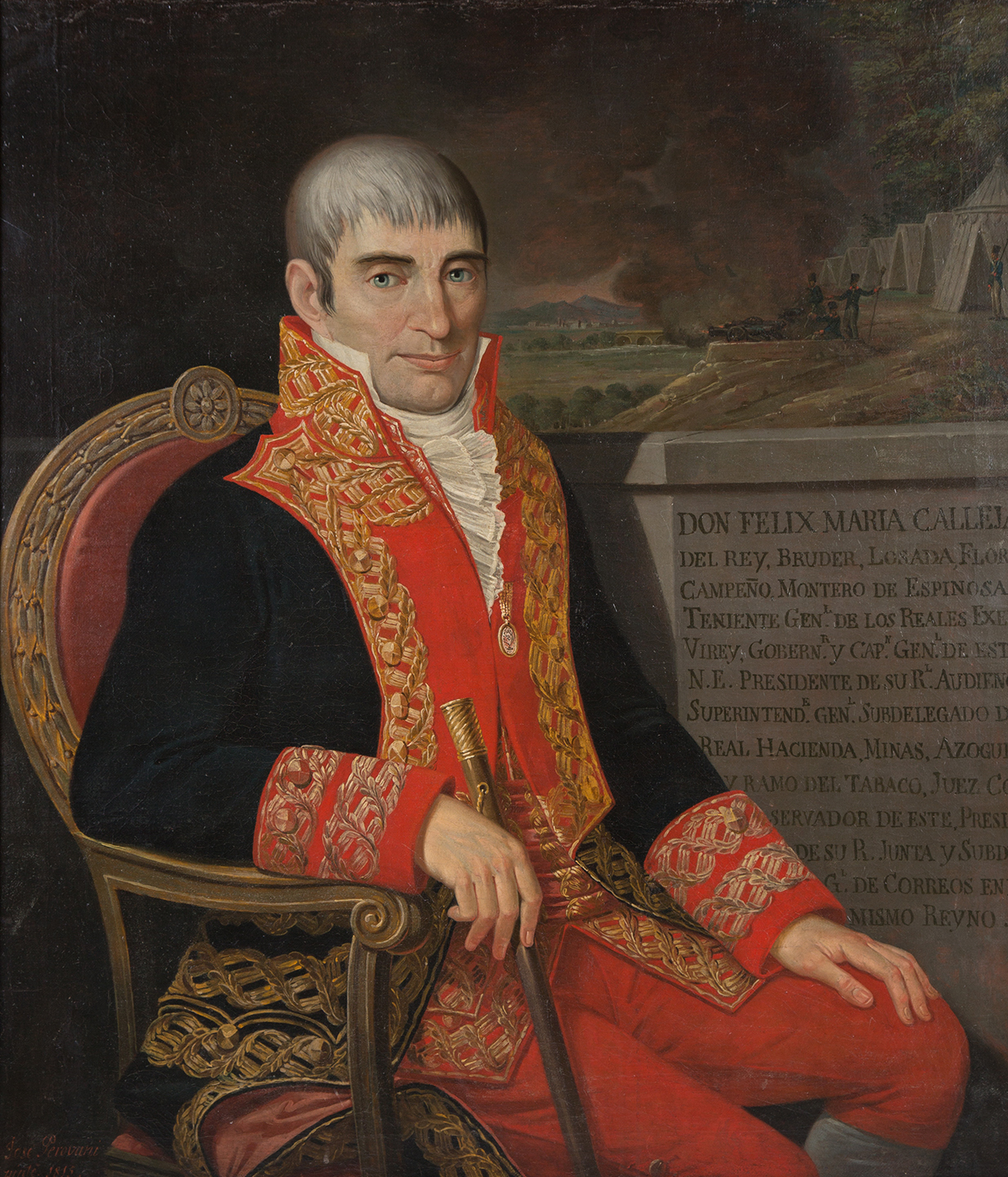
Félix María Calleja, virrey de Nueva España (1814-1816)